# Остружно (Горажде)
Остружно је насељено мјесто у граду Горажду, Босна и Херцеговина.

## Становништво
|             | 2013.      | 1991.       | 1981.       | 1971.       |
| Укупно      | 1 (100,0%) | 68 (100,0%) | 58 (100,0%) | 74 (100,0%) |
| Срби        | 1 (100,0%) | 68 (100,0%) | 56 (96,55%) | 74 (100,0%) |
| Југословени | –          | –           | 2 (3,448%)  | –           |